# Гуге
Гуге (苗族古歌) — вид усної народної творчості представників народності хмонгів, що мешкають у південно-західних провінціях КНР. Перекладається як «стародавні пісні». Гуге мають велику значимість для вивчення історії, етнології, філології та антропології народності хмонгів.

## Особливості
Гуге служить збіркою міфів хмонгів і водночас є енциклопедією суспільства національності хмонгів. Є єдиними в КНР некитайськими піснями, що містять релігійні (міфологічні) тексти.

### Виконання
Зазвичай виконуються старими, шаманами або співаками лише під час здійснення різних релігійних обрядів, урочистостей, насамперед на весіллях, похоронах, зборах родичів, святах і бенкетах. Суворо заборонено співаки гуге у повсякденному житті. Навчання гуге було у хмонгів частиною підготовки молодого покоління, передачі спадку.
Найбільша довжина становить 15 000 рядків. В них широко використані метафори, гіперболи, різні риторичні паралелізми, персоніфікації, риторичні питання.

### Тематика
В гуге містяться сюжети зі створення Всесвіту, походження людини та інших живих істот, стосовно первісного життя людини, переселення національності хмонгів, їх суспільного ладу та повсякденної діяльності (весілля, збирання врожаю, народні гуляння). Поділяються на такі види: пісні-епоси; пісні води і вогню; пісні про потоп; пісні про священний клен.

## Поширення
Внаслідок впливу сучасної культури та ринкової економіки стародавні пісні хмонгів в КНР перебувають на межі зникнення. Так, серед 130 тис. жителів повіту Тайцзян дуже мало людей знає навіть одну пісню цілком. Лише 200 чоловік можуть співати частину пісень, при цьому це люди похилого віку. У 2001 році китайські фольклористи створити комітет із збереження культурної спадщини хмонгів, зокрема й пісень гуге. У 2006 році уряд КНР вніс гуге до переліку нематеріальної культурної спадщини. Особливо загострилася ситуація з 1950-х років та під час «культурної революції». Після цього зібрано 5 великих груп пісень, що становить 60 тис. рядків, приблизно 30 млн слів.